# Tigerorm
Tigerorm (Notechis scutatus) är en art i familjen giftsnokar som förekommer i södra, östra och västra Australien samt på öar i Bass sund och på Tasmanien. Den blir oftast 1,4 till 1,8 meter lång men kan bli 2 meter lång. I enlighet med sitt namn är tigerormen ofta randig. På Tasmanien är den däremot ofta helsvart.
Dess föda består mestadels av grodor och små däggdjur men även av fiskar, fåglar och ödlor. På mindre öar vid Australiens kustlinje jagar ormen ofta fågelungar av liror. Habitatet varierar mellan torra klippiga områden och träskmarker. Ormens gift är ett nervgift.
Honor föder levande ungar (ovovivipari).
Serumet till denna orm var det första serumet som utvecklades i Australien.